# دابلیو.تی. استد
ویلیام توماس استید (انگلیسی: W. T. Stead؛ ۵ ژوئیهٔ ۱۸۴۹ – ۱۵ آوریل ۱۹۱۲) نویسنده، روزنامه‌نگار، و اسپرانتیست اهل پادشاهی متحد بریتانیای کبیر و ایرلند بود.